# Sertularella gilchristi
Sertularella gilchristi is een hydroïdpoliep uit de familie Sertulariidae. De poliep komt uit het geslacht Sertularella. Sertularella gilchristi werd in 1964 voor het eerst wetenschappelijk beschreven door Millard. 